# 옥텟 (컴퓨팅)
옥텟(octet)은 컴퓨팅과 전기 통신에서 8개의 비트가 한데 모인 것을 말한다. 초기 컴퓨터들은 1 바이트가 꼭 8 비트만을 의미하지 않았으므로, 8비트를 명확하게 정의하기 위해 옥텟이라는 용어가 필요했던 것이다. 그러나 요즘에는 바이트하고 같은 의미가 되어 8비트를 의미하는 옥텟은 더 이상 일반적으로 사용되지는 않는다.

## 예외
허가 권한 옥텟(permission octet)이라는 용어는 유닉스 계열 플랫폼의 수많은 파일 시스템의 기본 허가 비트 (읽기, 쓰기, 실행)에 쓰이기도 한다. 이 3개의 비트는 8개의 다른 값을 대표하므로 8진법으로 표기하기도 한다. "permission triplet"이라는 표현도 사용한다.

## 일반
옥텟은 1998년에 국제 전기 표준 회의가 SI 접두어 또는 이진 접두어에 쓸 수 있게 표준화하였다. 바로 아래에는 이진법으로 표기한 것이다.
- 키비(kibi): « kilo binary »
- 메비(mebi): « mega binary »
- 기비(gibi): « giga binary »
- 테비(tebi): « tera binary »

| 1 kibioctet (Kio) | = 210 옥텟 | = 1,024 옥텟 | = 1,024 옥텟                             |
| 1 mebioctet (Mio) | = 220 옥텟 | = 1,024 Kio  | = 1,048,576 옥텟                         |
| 1 gibioctet (Gio) | = 230 옥텟 | = 1,024 Mio  | = 1,073,741,824 옥텟                     |
| 1 tébioctet (Tio) | = 240 옥텟 | = 1,024 Gio  | = 1,099,511,627,776 옥텟                 |
| 1 pebioctet (Pio) | = 250 옥텟 | = 1,024 Tio  | = 1,125,899,906,842,624 옥텟             |
| 1 exbioctet (Eio) | = 260 옥텟 | = 1,024 Pio  | = 1,152,921,504,606,847,000 옥텟         |
| 1 zebioctet (Zio) | = 270 옥텟 | = 1,024 Eio  | = 1,180,591,620,717,411,300,000 옥텟     |
| 1 yobioctet (Yio) | = 280 옥텟 | = 1,024 Zio  | = 1,208,925,819,614,629,200,000,000 옥텟 |

십진법의 사용은 다음과 같다:
| 1 kilooctet (ko) | = 103 옥텟  | = 1,000 옥텟 | = 1,000 옥텟                 |
| 1 megaoctet (Mo) | = 106 옥텟  | = 1,000 ko   | = 1,000,000 옥텟             |
| 1 gigaoctet (Go) | = 109 옥텟  | = 1,000 Mo   | = 1,000,000,000 옥텟         |
| 1 teraoctet (To) | = 1012 옥텟 | = 1,000 Go   | = 1,000,000,000,000 옥텟     |
| 1 petaoctet (Po) | = 1015 옥텟 | = 1,000 To   | = 1,000,000,000,000,000 옥텟 |

## 같이 보기
- 가변 너비 인코딩